# Portada/article març 26

## Jaume el Conqueridor
Jaume I el Conqueridor (Montpeller, 2 de febrer del 1208 – Alzira, 27 de juliol del 1276) fou rei d'Aragó, de Mallorca i de València, comte de Barcelona i d'Urgell, i senyor de Montpeller (1213-1276). Començà a regnar a l'edat de 10 anys assistit pel Consell Reial, regnà 58 anys i morí a l'edat de 68 anys. És enterrat al Reial Monestir de Santa Maria de Poblet.
Fill i successor del rei Pere II d'Aragó "el Catòlic" al tron de la corona d'Aragó i de Maria de Montpeller. Quedà totalment orfe de pare i mare el 1213, quan tan sols comptava 5 anys. Fou pare dels reis Pere III d'Aragó "el Gran" i Jaume II de Mallorca "el Prudent". Durant el seu llarg regnat la corona d'Aragó va expandir-se territorialment. Va escriure la crònica del Llibre dels fets.